# SM Classics
SM Classics（エスエム・クラシックス）は、韓国の芸能プロダクション・SMエンタテインメント傘下のクラシック&ジャズレーベル。

## 概要
2020年6月、SMエンタテインメントとソウル市立交響楽団が締結したMOUにより設立された。K-POPとK-CLASSICの優秀性を世界に知らせ、ジャンルを超えて差別化されたコンテンツを提示することで、韓国文化コンテンツの発展を目指すことを目的としており、今後クラシックレーベル「SM Classics」を設立すると発表。
K-POPをオーケストラバージョン及び多様な編成のクラシック音楽に編曲して披露しており、ジャズ、OST、映画音楽などクラシック音楽に関連する様々なジャンルの音楽を網羅するだけでなく、アーティストとのさまざまなコラボレーションを通じて音楽の地平を広げている。

## 沿革
- 2020年6月12日、SMエンタテインメントとソウル市立交響楽団の間で、ジャンル間コラボレーションのためのMOUを締結[1]。
- 2022年12月26日、SMTOWNウィンターアルバム『2022 Winter SMTOWN : SMCU PALACE』に参加。
- 2024年
  - 5月23日、Youtubeチャンネルを開設。
  - 6月7日、所属アーティストのキム・ヨハン（Yohan Kim）が、シングル「hummingbird」でデビュー[3]。
  - 8月30日、初のジャズグループ・SM Jazz Trioが、シングル「Supernova (Jazz Ver.)」でデビュー[4]。
- 2025年
  - 1月24日、1stフルアルバム「Across The New World」をリリース[5]。
  - 2月14日、SMエンタテインメント創立30周年記念アルバム『2025 SMTOWN : THE CULTURE, THE FUTURE』に参加[6]。また、SM30周年を記念して、SM Classics初のオーケストラコンサート「SM CLASSICS LIVE 2025 with ソウル市立交響楽団」をソウル芸術の殿堂コンサートホール（14日）・ロッテコンサートホール（15日）にて開催[7]。

## 所属アーティスト
- ハン・ジヒ - フルーティスト
- キム・ヨハン - ジャズピアニスト
- ファン・ホギュ - ベーシスト
- キム・ジョングク - ドラマー
- SM Jazz Trio[注 1]

## ディスコグラフィ

### アルバム
- 1stアルバム「Across The New World」（2025年1月24日）

※「SM Classics TOWN Orchestra」名義

### 参加作品
- 「Welcome To SMCU PALACE」- SMTOWNアルバム『2022 Winter SMTOWN : SMCU PALACE』（2022年12月26日）
- 「My Name」- SMTOWNアルバム『2025 SMTOWN : THE CULTURE, THE FUTURE』（2025年2月14日）[6]

※アルバムは「SMTOWN」名義。参加収録曲は「SM Classics TOWN Orchestra」名義。

### コラボレーション
※「ソウル・フィルハーモニー管弦楽団」（Seoul Philharmonic Orchestra）名義

## 公演
- SM CLASSICS LIVE 2025 with ソウル市立交響楽団（2025年2月14日・15日）[7]